# ردلی
ردلی (به انگلیسی: Radley) یک روستا و محله مدنی در بریتانیا است که در ویل آو وایت هرس واقع شده‌است. ردلی ۲٬۷۷۴ نفر جمعیت دارد.